# ای‌بی‌سی (ترانه)
«ای‌بی‌سی» (به انگلیسی: ABC) تک‌آهنگی از جکسون فایو است که در سال ۱۹۷۰ میلادی منتشر شد.